# Tandoorikyckling

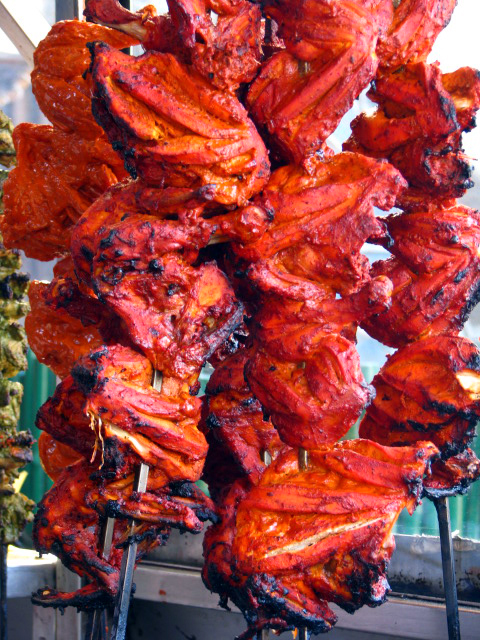
Tandoorikyckling i Mumbai, Indien

Tandoorikyckling eller på engelska Tandoori chicken är en indisk maträtt. Kycklingen marineras i yoghurt och kryddas med tandoori masala. Rätten är ganska stark, vilket dock har tonats ner till en mild smak i de flesta länder i västvärlden. Cayennepeppar, rött chilipulver eller andra röda kryddor ger rätten en röd nyans. Gurkmeja ger rätten en orange nyans. I vissa moderna former används både röda och gula färgämnen. Tandoorikycklingen tillagas traditionellt i en tandoor men kan också tillagas på grillen.